# Los Horóscopos de Durango
Los Horóscopos de Durango es  una agrupación de música regional mexicana, creada en el año 1975 por Armando Terrazas en Chicago, Illinois, Estados Unidos.

## Biografía

### Carrera artística
En sus primeros años, la agrupación se dedicó a tocar en estilo grupero. Cuando Armando Terrazas salió de la agrupación, quedó liderada por sus hijas, Marisol y Vicky. Con ellas, el estilo de la agrupación cambió al duranguense cuando el género se estaba popularizado en Estados Unidos, y en algún momento en México, a principios de los años 2000.
En 2007, la agrupación apareció en el álbum de la cantante dominicana Anaís, "Con Todo Mi Corazón". En el álbum hicieron con ella su éxito sencillo "Sólo Mío".
A finales de los 2000, Los Horóscopos de Durango cambiaron el estilo a la  banda sinaloense. En sus últimos años, las presentaciones en vivo de la agrupación eran una mezcla entre duranguense y banda sinaloense. 
En noviembre de 2021, las hermanas Terrazas anunciaron en sus redes sociales qué el dúo de Los Horóscopos de Durango se había desintegrado en buenos términos. Vicky se retiraría para dedicarse a criar a su hijo recién nacido, mientras Marisol continuaría su carrera como solista. El retiro de Vicky duró muy poco, porqué en marzo de 2022, ella también empezó su carrera como solista. 
En 2025, las hermanas Terrazas anunciaron que Los Horóscopos de Durango se habían reunido y que empezarían una gira en el verano de ese año.

## Marisol y Vicky
Nacidas en Chicago, Illinois, Estados Unidos, pero de padres mexicanos de Durango, las hermanas Terrazas han unido voces por muchos años en la agrupación Horóscopos de Durango dándose a conocer por interpretar grandes éxitos como "Dos locos", "Obsesión", "Si la quieres", "Antes muerta que sencilla", "No me dejes con las ganas", entre otros.

## Discográfica
- Puras de Rompe y Rasga (2003)
- Locos de Amor (2004)
- Recordando el "Terre" (2004)
- A Tamborazo Limpio (2004)
- Con Sabor a Polkas (2005)
- Y Seguimos con Duranguense (2005)
- En Vivo Gira México (2005)
- Antes Muertas Que Sencillas (2006)
- Desatados (2006)
- Ayer, Hoy y Siempre (2008)
- Houston Rodeo Live (2008)
- Pura Pasión (2009)
- Duda (2009)
- La Guera y La Morena (2010)
- Viejitas Pero Buenas... Pa' Pistear (2012)
- Las Chicas Malas (2013)
- Vivir En Pecado (2015)
- Entre El Amor y La Aventura (2018)

## Sencillos
- Adiós y Bienvenida
- La rosa de oro
- Los sauces llorones
- Una Sola Caida
- Paloma Negra
- Ojitos provincianos
- Tu que fuiste
- Que Vuelva
- Si La Quieres (cover de Selena)
- Amor sin medida
- Soy virgencita
- Porque siempre te amaré
- El soñador
- Solitario (cover de Los Pasteles Verdes)
- Dos locos (cover del dúo dominicano Monchy y Alexandra
- Obsesión (cover del grupo dominicano Aventura)
- ¿Cómo te va mi amor? (cover del grupo mexicano Pandora)
- Cambiemos los papeles
- Antes muerta que sencilla (cover de la cantante española Maria Isabel)
- Solo Quiero Bailar (cover en español de la canción en inglés Girls Just Want to Have Fun de Cyndi Lauper)
- Este corazón
- Mi amor por ti (cover de Marisela y Alvaro Torres)
- No me dejes con las ganas
- Considera que te amo
- Ya me voy
- Nos acostumbramos
- La mosca (a dueto con Chuy Lizarraga)
- Chicas malas
- Estoy con otro en la cama
- Me gustaría creerte
- Pense que dolería

## Premios y Nominaciones
Algunos de sus logros son: 
1. Ganadores de tres premios Billboard en 2005:
  - Regional Mexican Album of the Year (Álbum Regional Mexicano del Año)
  - Most air-played song (Canción más emitida en radio) del género Regional Mexicano
  - Regional Mexican Song of the Year (Canción Regional Mexicana del Año)
2. Ganadores de dos premios Billboard en 2006:
  - Regional Mexican Album of the Year (Álbum Regional Mexicano del Año)
  - Regional Mexican Song of the Year (Canción Regional Mexicana del Año)
3. Ganadores en los premios Latin Grammy 2007 por su álbum "Desatados":
  - Mejor Álbum Banda
4. Ganadores en 2008 de los Latin Awards de The American Society of Composers, Authors & Publishers (ASCAP) por su versión de la canción del compositor nicaragüense Hernaldo Zúñiga, "¿Cómo Te Va Mi Amor?":
  - Mejor Canción Regional de 2007
5. Ganadores en 2008 de un premio Lo Nuestro:
  - Artista Duranguense del Año
6. Nominados en los premios Latin Grammy:
  - Album of the Year (Álbum del Año) 2004
  - Album of the Year (Álbum del Año) 2005
7. Nominados en tres categorías para los Premios Que Buena 2004
8. Nominados en los premios Billboard Latin Music Award 2008 (Premios Billboard a la Música Latina 2008) también por la canción de Hernaldo Zúñiga, "¿Cómo Te Va Mi Amor?":
  - Regional Mexican Airplay Song Of The Year, Female Group or Female Solo Artist (Canción Regional Mexicana Del Año, Grupo Femenino o Solista Femenino)

## Enlaces
- Página oficial Archivado el 18 de septiembre de 2020 en Wayback Machine.

- Datos: Q3140890